# Департамент Национальной библиотеки Иордании
Департамент Национальной библиотеки Иордании — библиотека обязательного экземпляра и авторского права Иордании. Она была основана в 1977 году.

## История
В 1977 году было создано Управление библиотек и национальных документов. В 1990 году Управление библиотек и национальных документов было заменено двумя новыми учреждениями: Департамент Национальной библиотеки и Центр документации. В 1994 году Департамент Национальной библиотеки и Центр документации были объединены в отдельный департамент, подотчётный Министру культуры, под единым названием Департамент Национальной библиотеки.

## Задачи
- Продвижение и сохранение национального интеллектуального продукта.
- Коллекционирование интеллектуального продукта, в основном связанного с национальным наследием Иордании. Другая область интеллектуального продукта: арабский мир, арабская и исламская цивилизация и человеческое наследие в целом.
- Сохранение документов из разных государственных учреждений, документов частных издателей, документов, относящихся к Иордании.
- Оказание депозитарных услуг.
- Выпуск иорданской национальной библиографии.
- Публикация и содействие подготовке материалов, связанных с работой библиотек.
- Координация работы публичных библиотек.
- Предоставление доступа учёным и исследователям.
- Обмен фондами с другими национальными, региональными и международными библиотеками.
- Организация различных культурных мероприятий.
- Обмен и дарение материалов.
- Сотрудничество с международными организациями в отношении библиотечных услуг[2].